# جیمی گروبل
جیمی گروبل (انگلیسی: Jamie Greubel؛ زادهٔ ۹ نوامبر ۱۹۸۳) ورزشکار بابسلد اهل ایالات متحده آمریکا است.
وی در مسابقات کشوری و بین‌المللی در مجموع برندهٔ ۲ مدال برنز شده‌است.